# Kasztelania gnieźnieńska
Kasztelania gnieźnieńska – kasztelania istniejąca jako jednostka podziału terytorialnego od początku systemu kasztelanii powstałego na bazie okręgów grodowych w XII w., a później jako senatorski urząd kasztelana do upadku I Rzeczypospolitej.

## Historia
Gniezno, po przeniesieniu w połowie XI w. ośrodka władzy centralnej do Krakowa, pozostało nadal jednym z głównych grodów monarchii piastowskiej, będąc stolicą jednej z dwóch wielkopolskich prowincji. Jednocześnie gród gnieźnieński był ośrodkiem podstawowej jednostki podziału terytorialnego, jakimi były okręgi grodowe. W XII w. okręgi grodowe przyjęły nazwę kasztelanii.
Pomimo spadku znaczenia miasta w następnych wiekach i nieutworzenia się ziemi, a później województwa gnieźnieńskiego, przynależność grodu do stolic wczesnopiastowskich prowincji zagwarantowała kasztelanowi gnieźnieńskiemu jedną z czołowych pozycji w hierarchii w kształtującym się w XV wieku senacie. Kasztelania gnieźnieńska stała się jedną z 8 godności senatorskich województwa kaliskiego (obok arcybiskupstwa gnieźnieńskiego, województwa kaliskiego, kasztelanii: kaliskiej, lędzkiej, biechowskiej, nakielskiej i kamieńskiej). Wśród kasztelanów województwa kasztelana gnieźnieńskiego wyprzedzał tylko pan kaliski.
Według ukształtowanej ostatecznie hierarchii w Porządku Rady Koronney, Polskiey y Litewskiey, iako iuż iedney Rzpltey, postanowionym przez Krola I. M. y Radę Koronną, w Lublinie, na Seymie Walnym spolnym roku P. 1569, kasztelania gnieźnieńska była jedną z godniejszych kasztelanii większych, tzw. krzesłowych, idąc jako piąta za wojnicką, a przed sieradzką.

## Kasztelanowie gnieźnieńscy

### XII – XV wiek
- Bronisius 1216[4]
- Przecław 1311
- Henryk z Rynarzewa
- Beniamin Zaremba wzmianka 1290 i 1292
- Kiełcz herbu Nałęcz
- Piotr z Bnina
- Stanisław Ostroróg od 1450
- Jakub Kobylański od 1453
- Jan Czarnkowski od ok. 1454
- Dobrogost Ostroróg 1468-1478

### Senatorowie
Na podstawie:
1. Rafał Leszczyński P[a] 29 I 1496 – O[b] 27 X 1500 – wcześniej kasztelan spicymierski, awans na kasztelana poznańskiego, jednocześnie marszałek nadworny koronny
2. Mikołaj Gardzina Lubrański P 12 V 1501 – A[c] 3 X 1501 – wcześniej kasztelan lędzki, awansował na wojewodę kaliskiego
3. Jan Polak Karnkowski N[d] 3 II 1502 – †[e] 7 VI 1503 – wcześniej kasztelan lędzki
4. Janusz Latalski N 23 VI 1503 – O 22 XII 1515 – wcześniej kasztelan lędzki
5. Wincenty Szamotulski P 4 III 1518 – † 21 IV 1528
6. Mikołaj Tomicki P 1528 – † 19 III 1529 – wcześniej wojski łęczycki i koniuszy nadworny
7. Janusz Latalski P 11 VIII 1529 – A 25 XI 1535 – wcześniej kasztelan lędzki, awans na wojewodę inowrocławskiego
8. Piotr Opaliński N 25 XI 1535 – O 16 VIII 1550 († 1551[f]) – wcześniej kasztelan lędzki
9. Erazm Kretkowski N 8 VI 1551 – † 6 V 1558 – wcześniej kasztelan brzeski
10. Mikołaj Trzebuchowski N 10 VIII 1558 – † 6 I 1563
11. Jan Tomicki N 26 III 1563 – † styczeń 1575[6] – wcześniej kasztelan rogoziński
12. Jan Zborowski N 8 V 1578 – O 30 VII 1601 († 1603[f])
13. Andrzej Przyjemski P 20 XII 1603 – O 19 VI 1615 – później marszałek koronny nadworny (występuje jako taki w 1617)
14. Łukasz Mielżyński P 28 XI 1616 – † 2 II 1628 – wcześniej podkomorzy kaliski
15. Mikołaj Mielżyński N 11 II 1628 – O 25 IV 1637 († 1640[f]) – wcześniej kasztelan biechowski
16. Adam Olbracht Przyjemski N 29 IV 1640 – † 27 VII 1644
17. Jan Leszczyński P 1644 – A IV 1653 – wcześniej kasztelan śremski, awans na wojewodę łęczyckiego
18. Krzysztof Gembicki N 26 IV 1653 – O 20 V 1658 (†1659[f]) – wcześniej krajczy koronny
19. Aleksander Sielski N 20 II 1659 – 18 VIII 1681 – wcześniej kasztelan łęczycki
20. Stanisław Tuczyński P 3 X 1682 – † XII 1694
21. Melchior Gurowski P 22 VI 1696 – A 2 X 1697 – wcześniej kasztelan międzyrzecki, awans na kasztelana poznańskiego
22. Hieronim Adam Poniński N 2 X 1697 – O 8 XI 1700 († 1702[f]) – wcześniej kasztelan rogoziński
23. Andrzej Aleksander Radomicki N 16 VIII 1702 – A 13 IX 1702 – awans na kasztelana kaliskiego
24. Adam Gruszczyński N 15 IX 1702 – O 24 III 1710 – wcześniej kasztelan nakielski, później kasztelan kaliski
25. Michał Kazimierz Raczyński P 12 VI 1710 – A 28 II 1720 – wcześniej podsędek poznański, awans na kasztelana kaliskiego
26. Ludwik Bartłomiej Szołdrski N 28 II 1720 – A 9 XII 1722 – wcześniej chorąży poznański, awans na wojewodę kaliskiego
27. Adam Poniński N 9 XII 1722 – A 14 V 1729 – wcześniej kasztelan przemęcki, awans na kasztelana poznańskiego
28. Stefan Garczyński N 14 V 1729 – A 14 VII 1737 – wcześniej chorąży wschowski, awans na kasztelana kaliskiego
29. Franciszek Skaławski N 14 VII 1737 – † 22 IX 1737 – wcześniej chorąży poznański
30. Melchior Hieronim Gurowski N 30 V 1738 – A 12 VI 1748 – wcześniej chorąży kaliski, awans na kasztelana kaliskiego
31. Andrzej Zakrzewski N 12 VI 1748 – A 15 I 1749 – wcześniej podczaszy poznański, awans na kasztelana kaliskiego
32. Aleksander Łubieński N 22 I 1749 – † 8 II 1753 – wcześniej sędzia kaliski
33. Karol Grudziński N 6 VIII 1754 – A 20 XII 1756 – wcześniej kasztelan nakielski, awans na kasztelana poznańskiego
34. Roch Zbijewski N 20 XII 1756 – A 21 III 1763 – wcześniej kasztelan nakielski, awans na kasztelana kaliskiego
35. Józef Nikodem Starzeński N 21 III 1763 – O 19 X 1780 (zrezygnował z urzędu przed 18 IX 1781) – wcześniej pisarz poznański,
36. Franciszek Ksawery Kęszycki N 18 IX 1781 – A ok. 25 IV 1782 – awans na kasztelana kaliskiego
37. Rafał Gurowski N 11 X 1782 – O 20 XII 1785 – wcześniej kasztelan przemęcki, później kasztelan kaliski
38. Franciszek Salezy Miaskowski N 7 II 1786 – 1793 (II rozbiór Polski) – ostatni kasztelan gnieźnieński zmarł 14 III 1816 r.